# احذذ (ناطع)

تعديل مصدري - تعديل

احذذ هي إحدى قرى عزلة وعله آل رقاب بمديرية ناطع التابعة لمحافظة البيضاء، بلغ تعداد سكانها 51 نسمة حسب تعداد اليمن لعام 2004.